# أدريان جونز
أدريان جونز (22 يوليو 1961 في المملكة المتحدة - ) (بالإنجليزية: Adrian Jones) هو لاعب كريكت بريطاني. لعب مع نادي مقاطعة سومرست للكريكت ‏ ونادي مقاطعة ساسكس للكركيت ‏ وBorder (cricket team) ‏.